# Václav Stanislav Maria Kratochvíl
J.M. can. Václav Stanislav Maria Kratochvíl, v dobových zápisech též Wenc. Stanislaus M. Kratochwile či zkratkou: W.S.M.K.C.D.L. (1642/1643 – 13. září 1719 Litoměřice) byl český římskokatolický kněz a děkan litoměřické kapituly.

## Život
V letech 1681–1684 byl v Litoměřicích děkanem městského kostela u Všech svatých. Do roku 1695 držel schleinitzovský kanonikát. V letech 1696–1719 vedl, za období episkopátů Jaroslava Ignáce Šternberka a Huga Františka Königsegg-Rottenfelse, litoměřickou katedrální kapitulu sv. Štěpána jako její děkan. Zemřel ve věku 76 let. Jeho tělesné ostatky jsou pochovány v kryptě katedrály sv. Štěpána před oltářem Panny Marie Bolestné.